# Oud-Wulven
Oud-Wulven is een buurtschap behorende tot de gemeente Houten, in de Nederlandse provincie Utrecht. Zij ligt even ten noorden van Houten. Tot 1949 stond in deze buurtschap het huis Kasteel Oud-Wulven. In 1957 werden de laatste restanten verwijderd. De oudenpoort van Kasteel Oud-Wulven in de gevel van gemeentehuis Houten alsook een paar stenen beeldjes in de buurtschap zijn de enige herinnering aan dit huis.

## Gerecht Oud-Wulven
De geschiedenis van het gerecht Oud-Wulven is complex en uitvoerig beschreven. De gerechten Oud-Wulven en Waijen werden in 1545 verenigd en het nieuwe gerecht werd sindsdien bestuurd door een schout en vijf schepenen. In de trouwakten uit de achttiende eeuw en van het gerecht wordt het vaak als gerecht Oud-Wulven en Waijen vermeld, maar ook als gerecht Oud-Wulven en Slagmaat. Van 1798 tot 1802 was het gerecht verenigd met de Municipaliteit Houten. In 1802 werd de oude situatie hersteld.
Het gerecht omvat de ontginningsgebieden Oud-Wulverbroek (12e eeuw) en Waijen (11e eeuw) en de hogere delen waarop de buurtschap stond.

## Gemeente Oud-Wulven
Op 1 januari 1812 werd het gerecht Oud-Wulven bij de gemeente Houten gevoegd. Per 1 januari 1818 vormden de gerechten Oud-Wulven en Waijen, Wulven, Heemstede, Slagmaat, Grote Koppel, Kleine Koppel en Maarschalkerweerd de gemeente Oud-Wulven.  
Het grondgebied van deze gemeente strekte zich uit van de Kromme Rijn bij Maarschalkerweerd in het noorden, tot aan het huidige bedrijventerrein Het Klooster in Nieuwegein in het zuiden. In het oosten liep de grens bij de huidige weg De Poort in Houten. Er was geen gemeentekern, wel waren er twee buurtschappen: Heemstede en Oud-Wulven. 
De gemeente werd bestuurd vanuit de gemeente Houten, omdat de burgemeester van Houten, dezelfde persoon was als die van de gemeente Oud-Wulven. Op 8 september 1857 werden de gemeenten Houten, Oud-Wulven en Schonauwen samengevoegd tot een nieuwe gemeente Houten. Tegenwoordig is het grondgebied van de voormalige gemeente Oud-Wulven bebouwd door uitbreiding van de stad Utrecht en Houten. In Houten betreft dit de wijken De Slagen, De Campen, De Borchen, De Weiden, de Velden en de Hagen. 
Kerkelijk viel het gebied van de gemeente Oud-Wulven onder de Nicolaïkerk in Utrecht.  

## Wegen door Oud-Wulven
De buurtschap lag aan de doorgaande weg van Houten naar Utrecht. De huidige Oudwulfseweg heette in die tijd Utrechtscheweg. In 1631 werd het zandpad tussen Houten en Utrecht verbeterd. Dit voetpad kwam dwars door de landerijen van Oud-Wulven te liggen en liep op enige afstand van de buurtschap langs. Wel werd vanuit het landgoed Oud-Wulven twee lanen naar het zandpad aangelegd. In 1844 werd de Spoorlijn Amsterdam - Elten door Oud-Wulven aangelegd. In 1868 volgde de spoorlijn van Utrecht naar Boxtel. In 1944 verscheen in het noorden van de gemeente Oud-Wulven de snelweg A12. In 1981 werd de snelweg A27 geopend dwars door Oud-Wulven heen. Het knooppunt Lunetten ligt volledig in de voormalige gemeente Oud-Wulven.

## Bekende (oud-)inwoner van Oud-Wulven
- Andries Bouwman (1985), ChristenUnie-politicus

## Literatuur

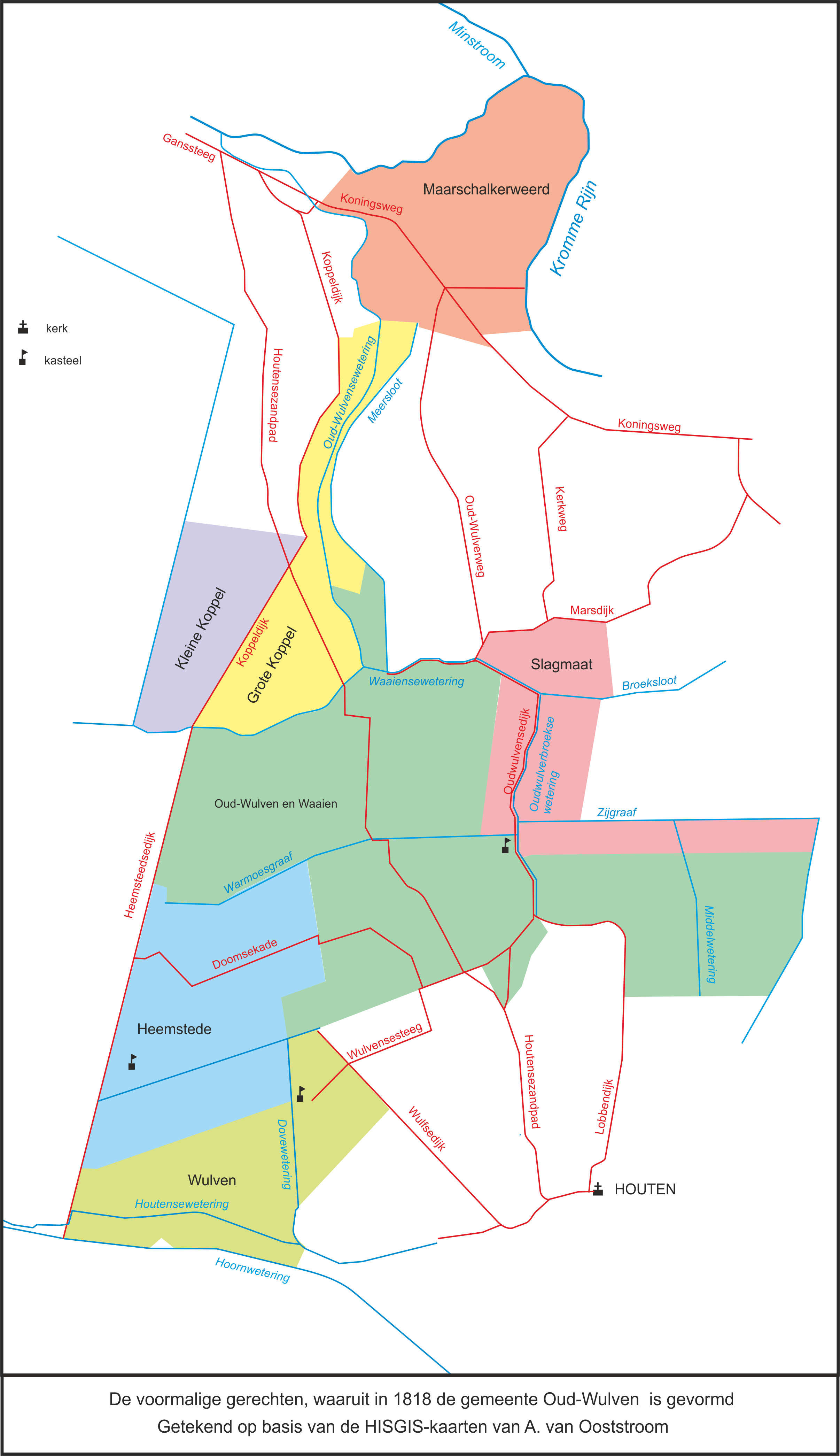

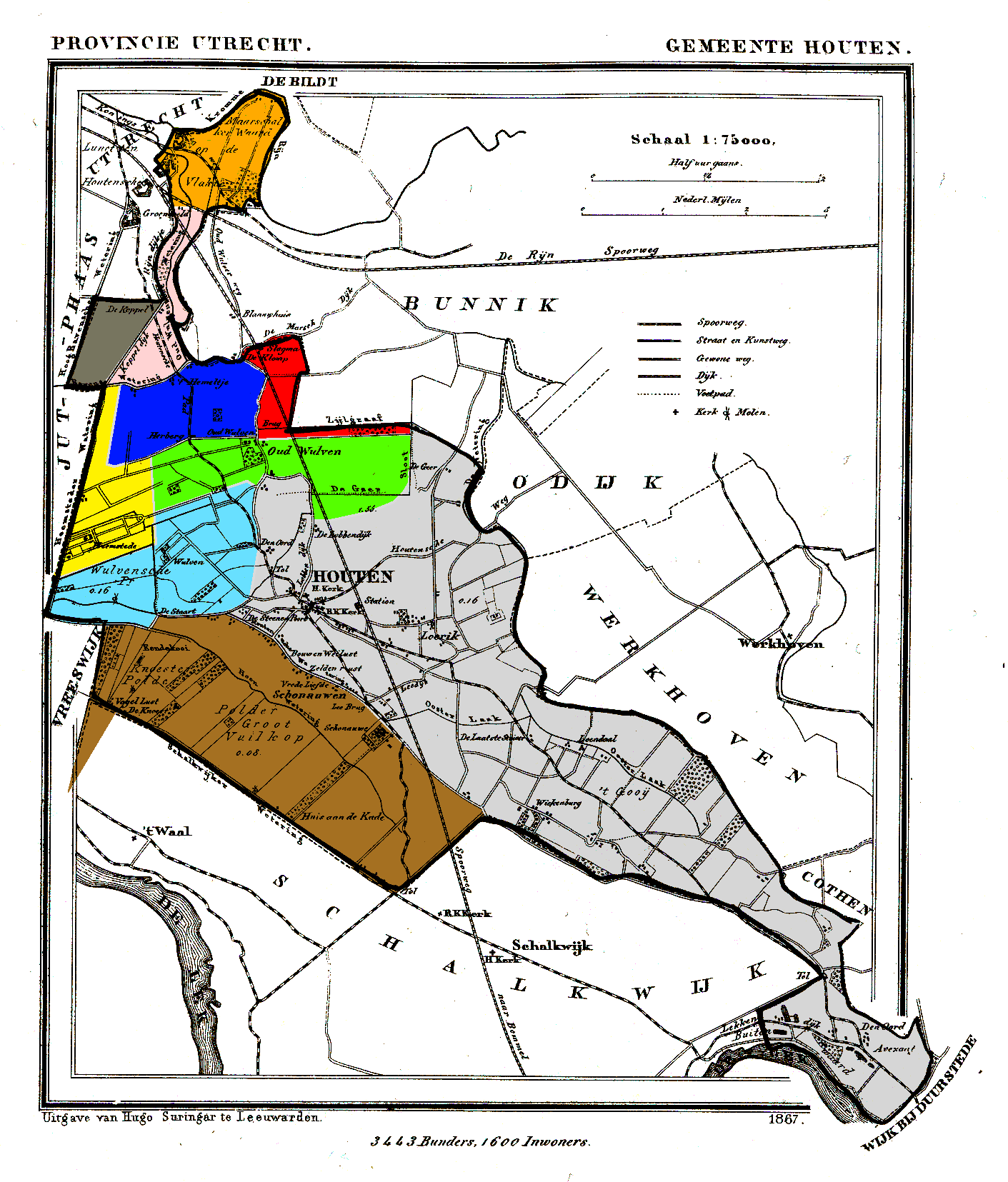
Kaart "Heerlijkheden" voor 1795 (met onder andere Oud Wulven). J.Kuyper, "Gemeente Atlas van Nederland: Utrecht"